# SKF
 AB SKF — шведська інтернаціональна машинобудівна компанія, найбільший в світі виробник підшипників, систем змащування і мехатроніки . Штаб-квартира компанії розташована в Гетеборзі. У 108 виробничих підрозділах якого працює 44 000 осіб. Компанія має найбільшу в галузі промислову дистриб'юторську мережу, яка налічує 17 000 дистриб'юторів у 130 країнах світу. SKF є однією з найбільших компаній Швеції та однією з найбільших публічних компаній світу.

## Історія
Розвиток SKF є значною частиною розвитку шведської та світової машинобудівної промисловості. Компанія AB SKF була заснована в Гетеборзі в 1907 році з початковим капіталом і стартовим проектом з виробництва кулькових підшипників Gamlestadens Fabriker AB під керівництвом співвласників і членів правління Акселя Карландера і Кнута Йоханссона Марка, після винаходу сферичного кулькового підшипника інженером Свеном Вінгквістом. Він був інженером з експлуатації в Gamlestadens Fabriker AB, а потім був призначений генеральним директором і технічним менеджером SKF. Промисловець Аксель Карландер був першим головою правління SKF з 1907 по 1937 рік, за цей час він реалізував успішні промислові та корпоративні управлінські стратегії для заснування та зростання SKF, а також заснування заводів за межами Швеції.
Історично склалося так, що розвиток машинобудування та промислове виробництво інноваційних технічних моделей залежить як від інженерних, так і від промислових лідерів, на основі їхнього освітнього, дослідницького та професійного досвіду. У цьому контексті заснування та зростання SKF стало можливим завдяки інженерному досвіду та винаходам Свена Вінгквіста та промисловому управлінському досвіду і стратегіям Акселя Карландера.
У 1906 році Свен Вінгквіст запатентував самоустановлювальні кулькові підшипники, а в 1907 році - багаторядний саморегулювальний радіальний кульковий підшипник (сферичний кульковий підшипник). Він закінчив технічну початкову школу в Оребро в 1894 році, після чого почав працювати інженером на шведських текстильних фабриках, відповідно Jonsereds Fabriker з 1896 по 1899 рік і Gamlestadens Fabriker AD з 1899 року. Як інженер з експлуатації, відповідальний за ремонт і технічне обслуговування в Gamlestadens Fabriker AD, він шукав можливості підвищити ефективність і довговічність кулькових підшипників, що використовувалися в той час. У зв'язку з цим його зацікавило порівняльне дослідження 1902 року про кулькові та підшипники ковзання, проведене професором Ріхардом Штрібеком з Технологічного інституту в Дрездені, Німеччина. Свен Вінгквіст винайшов першу конструкцію комбінованого самоустановлювального сферичного шарикопідшипника. Це було революційне вдосконалення першої конструкції кулькового підшипника, винайденого і запатентованого британським виробником заліза Філіпом Воном в 1794 році, і першої конструкції самовстановлювального сферичного підшипника ковзання, винайденого шотландським інженером Джеймсом Насмітом приблизно в 1840 році. Історичний розвиток конструкції підшипників - це результат революційних винаходів і модернізацій, спрямованих на підвищення їх ефективності та витривалості, а також розширення сфери їх застосування в різних галузях машинобудування.
До 1910 року компанія нараховувала вже 325 співробітників і володіла дочірньою компанією у Великій Британії.
У 1917-1919 роках Арвід Палмгрен, який почав працювати інженером-дослідником у SKF, винайшов і запатентував першу конструкцію дворядного самоустановлювального роликового підшипника (сферичного роликопідшипника), виробництво якого триває й донині. Він закінчив Королівський технологічний інститут KTH у Стокгольмі в 1916 році і став доктором технічних наук у 1930 році, захистивши дисертацію про вантажопідйомність шарикопідшипників.

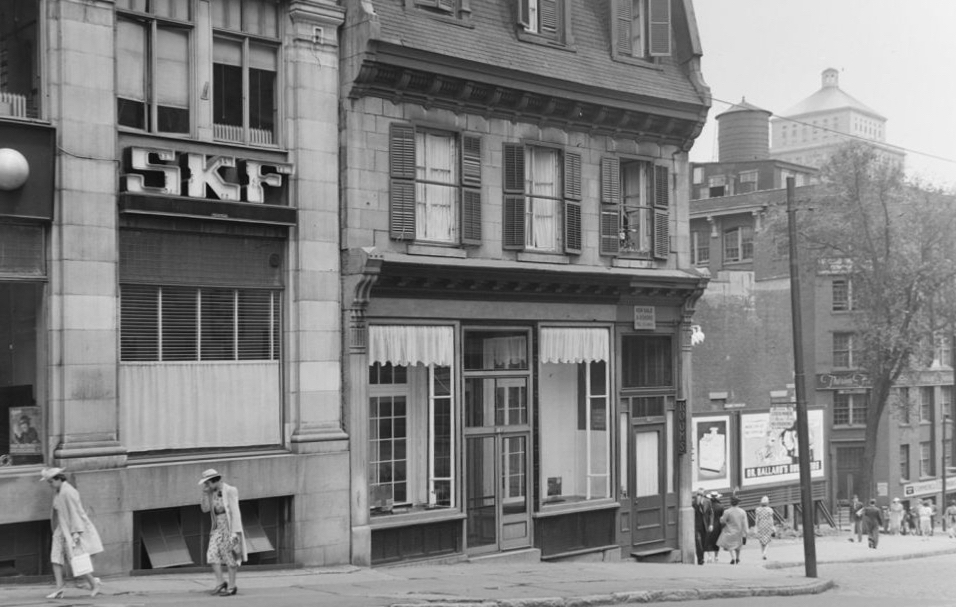
Офіс SKF в Монреалі, Квебек, Канада, 1940 рік

Становлення та зростання SKF залежить не лише від технічних винаходів, але й від стратегій промислового та корпоративного менеджменту, а також від влади. Аксель Карландер є співзасновником SKF як співвласник і член правління компанії Gamlestadens Fabriker AB, корпоративна політика якої забезпечила умови для експериментів з новими моделями підшипників і запуску SKF, а також він був першим головою правління SKF, який застосував успішні управлінські стратегії для запуску компанії та її розвитку протягом перших 30 років. Він закінчив Гетеборзький торговий інститут у 1886 році і є промисловцем у другому поколінні з освітою та значним управлінським досвідом у сфері економіки, торгівлі та промисловості. Він розробляв свої промислові та корпоративні стратегії як співзасновник та голова правління провідних компаній у Гетеборзі, як співвласник та член правління торговельної та текстильної компанії Johansson & Carlander та Gamlestadens Fabriker AB; співзасновник та перший голова правління SKF (1907- ); співзасновник і перший голова правління судноплавних компаній Swedish American Mexico Line 'SAML' (1911- ) і Swedish American Line 'SAL' (1914- ); член правління AB Volvo (1917- ); голова міської ради (1923- ); співзасновник, донор і перший голова Карландерської лікарні (1927- ), а також член правління інших компаній, банків, асоціацій і фондів, створених на благо бізнесу і суспільства. SKF стала глобальною компанією завдяки його успішним промисловим і корпоративним управлінським стратегіям заснування та зростання протягом перших 30 років - наприклад, у 1930 році компанія мала 12 заводів з 21 000 працівників, дві третини з яких знаходилися за межами Швеції.
Промисловець Аксель Карландер, співзасновник SKF (1869-1939) Інженер Свен Вінгквіст, співзасновник SKF (1876-1953)
Основні корпоративні стратегії SKF завжди були зосереджені на розробці та підтримці підшипників, що виробляються, та виробничих баз. Як виняток, у 1917 році на базі SKF була створена компанія AB Volvo з метою конструювання інноваційного типу автомобіля з використанням нових підшипників. У 1926 році дочірня автомобільна компанія Volvo була заснована як інженерний проект Ассаром Габріельссоном, Бйорном Прітцем і Густавом Ларсоном, а в 1935 році відокремилася як незалежна компанія. Завдяки цьому інноваційному стартап-проекту SKF знову зробила свій внесок у розвиток шведської та світової машинобудівної промисловості.
Аксель Карландер був генеральним директором SKF з 1907 по 1937 рік і помер у 1939 році. Свен Вінгквіст був генеральним директором SKF з 1938 по 1953 рік. Свен Вінгквіст та Маркус Валленберг були співзасновниками Svenska Aeroplane Aktiebolaget (SAAB AB). Під час Другої світової війни Свен Вінгвіст був генеральним директором SKF, а Якоб Валленберг входив до ради директорів компанії SKF.
Транснаціональна компанія SKF, що належала Валленбергам, постачала німецьким військовим шарикопідшипники та шарикопідшипникові машини, і мала монополію на них у Європі. SKF також постачала шарикопідшипники союзникам. Кулькові підшипники SKF були найважливішим стратегічним внеском Швеції у німецьке військове виробництво. Навесні 1944 року шведський уряд разом з Валленбергами пообіцяв союзникам припинити експорт шарикопідшипників. Однак SKF продовжувала експортувати. Коли це не могло бути зроблено легально, шарикопідшипники переправлялися контрабандою до Німеччини. Ще в 1945 році SKF продавала шарикопідшипникову сталь і шарикопідшипникові верстати Гітлеру. Підраховано, що постачання шарикопідшипників продовжило Другу світову війну на два роки. SKF активно працювала над тим, щоб припинити постачання шарикопідшипників для оборонної промисловості США і замість цього постачала продукцію зі своїх американських заводів до нацистської Німеччини через дочірні підприємства в Південній Америці.
Сьогодні SKF Group продовжує залишатися світовим лідером у виробництві та обслуговуванні все більш досконалих підшипників, таких як SKF Explorer і SKF Energy Efficient (E2).
А нинішній прогрес цих підшипників завдячує першим винаходам Свена Вінгквіста.
Свен Вінгквіст, на той час тридцятирічний інженер, відповідальний за ремонт і технічне обслуговування в Gamlestadens Fabriker, був незадоволений роботою кулькових підшипників, що використовувались на той час. Навесні 1907 року Вінгквіст представив прорив: дворядний самовстановлювальний шарикопідшипник зі сферичною доріжкою кочення в зовнішньому кільці, спільною для обох рядів кульок. Це дозволило внутрішньому кільцю вільно вирівнюватися по відношенню до зовнішнього, без негативного впливу на роботу підшипника. Новий підшипник вирішив проблему, пов'язану з неспіввісності валів, і таким чином покінчив з частими зупинками виробництва. Самовирівнювання було особливо корисним для менш досконалого обладнання того часу та для будівель з проблемами просідання, як це було на фабриці Gamlestadens Fabriker, оскільки більша частина землі, на якій був побудований Гетеборг, була глинистою.
16 лютого 1907 року Вінквіст подав заявку на шведський патент № 25406 на багаторядний самовирівнювальний радіальний шарикопідшипник. Патент був виданий 6 червня у Швеції, одночасно з патентами в 10 інших країнах. Новий шарикопідшипник був успішним з самого початку. Через три роки після заснування SKF компанія налічувала 325 співробітників і мала дочірню компанію у Великобританії. Пізніше виробничі потужності були відкриті в багатьох країнах.
До 1912 року SKF була представлена в 32 країнах, а до 1930 року на 12 виробничих підприємствах по всьому світу з найбільшим у Філадельфії, США, працювало понад 21 000 співробітників.
SKF розпочала свою діяльність в Індії в 1923 році, відкривши торгове представництво в Калькутті. Перші операції були пов'язані з імпортом автомобільних підшипників. Компанія SKF India Ltd була зареєстрована в 1961 році в результаті співпраці між AB SKF, Associated Bearing Co. Ltd та Investment Corp. of India Ltd. У 1963 році SKF відкрила свій перший підшипниковий завод у місті Пуна, штат Махараштра.
Ассар Габріельссон (Assar Gabrielsson), менеджер з продажу SKF, та Бйорн Пріц (Björn Prytz), керуючий директор SKF, були засновниками Volvo AB у 1926 році. Спочатку компанія функціонувала як дочірня автомобільна компанія в складі групи SKF. SKF профінансувала виробництво першої тисячі автомобілів, побудованих на заводі Hisingen в Гетеборзі, починаючи з 1927 року. SKF використовувала одну з торгових марок компанії: AB Volvo, що походить від латинського "кочу", з його очевидними конотаціями підшипників у русі. Володіння компанією Volvo тривало до 1935 року, коли були продані останні акції.
Щоб розширити свій міжнародний бізнес, у 1966 році SKF вирішила, що їй потрібно використовувати англійську мову. Старші посадовці, хоча здебільшого все ще були шведами, вивчили англійську мову, і всі основні внутрішні документи були англійською, лінгва франка транснаціональних корпорацій. У 1970-х роках SKF розпочала масштабну програму раціоналізації виробництва в Європі. Було запущено далекоглядний проект "Концепція виробництва на 80-ті роки", метою якого було перевести нічні зміни практично на безлюдну роботу. Для підвищення продуктивності та забезпечення якості продукції потрібен був безперервний автоматичний потік кілець підшипників, тому SKF розробила торгову марку Flexlink. FlexLink створив мультигнучкий пластиковий ланцюговий конвеєр для вирішення бізнес-вимог. У 1997 році SKF виділила FlexLink в окрему компанію.

## Діяльність
Діяльність SKF зосереджена в області виробництва підшипників кочення, вузлів обертання, ущільнень і створення інженерних рішень в цій області. Компанії належить більше 140 виробничих підприємств в 32 країнах.

У 2014 році в ЄС SKF була викрита в картельній змові разом з шістьма іншими компаніями виробниками підшипників . 

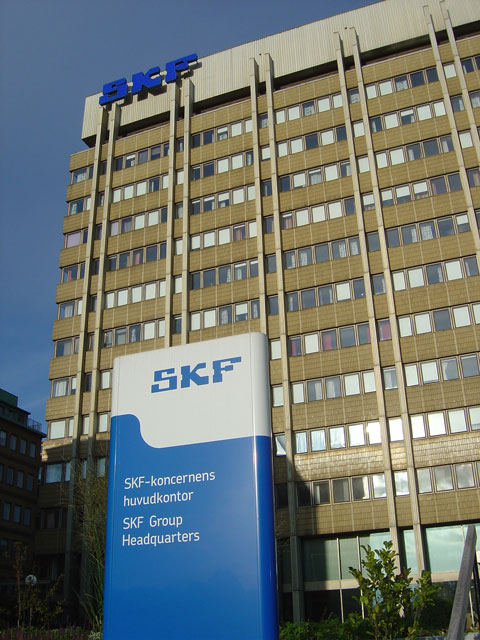
Штаб-квартира компанії в Гетеборзі

### В Україні
Діяльність компанії в Україні представлена головним офісом представництва в Києві та філією представництва в Донецьку, двома інженерними бюро — в Краматорську і Маріуполі, а в Луцьку знаходиться підшипниковий завод «СКФ Україна».
15 серпня 2023 року підшипниковий завод «СКФ Україна» у Луцьку був атакований двома російськими крилатими ракетами Х-101, внаслідок чого стався обвал залізобетонних конструкцій та почалась пожежа на площі орієнтовно 200 квадратних метрів. Внаслідок цього загинули троє працівників підприємства.